# Peter Mlakar
Peter Mlakar (* 30. Mai 1951 in Ljubljana, SFRJ) ist ein slowenischer Philosoph, Schriftsteller, Musiker, Performer und gilt als Vordenker des Kunstkollektivs Neue Slowenische Kunst.

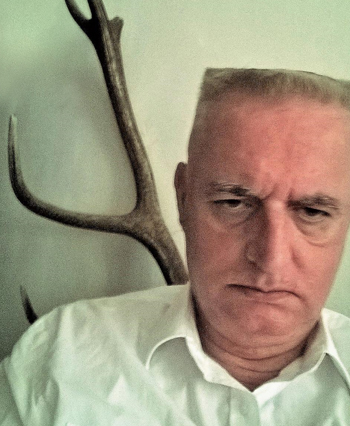
Peter Mlakar (2018)

## Leben und Werk
Peter Mlakar ist Sohn des Architekten, Fotografen und Szenografen Tone Mlakar und der Modedesignerin Vera Bricelj-Mlakar. 1957 zog die Familie nach Škofja Loka, wo Mlakar das Gymnasium besuchte. Schon als Schüler spielte er Theater, organisierte Auftritte und Schulfeiern und schloss sich Theatergruppen an. Er studierte an der Philosophischen Fakultät der Universität Ljubljana Philosophie und Vergleichende Literaturwissenschaft.
Mlakar ist Teil der künstlerischen Avantgarde-Szene in Ljubljana, deren Treffpunkt das Lokal Šumi, einer ehemaligen Bonbonfabrik, war. Seine visuelle Poesie veröffentlichte Mlakar erstmals in den 70er Jahren im Magazin Problemi, Veröffentlichungen im Magazin Tribuna und beim Radiosender Radio Študent folgten. 1976 wurde er zuerst Assistent, später Vorsitzender des Studentischen Kunst- und Kulturzentrums ŠKUC. Dort lernte er Igor Vidmar kennen, mit dem er Kostja Gatniks Magna Purga, einen legendären slowenischen Comic, herausgab.
1978 trat er seinen Wehrdienst in Sarajevo an, aus dem er vorzeitig aufgrund eines psychologischen Attests entlassen wurde. Anfang der 1980er gestaltete er zusammen mit Igor Vidmar und Gregor Tomc drei Sonderausgaben des Magazins Problemi unter dem Titel Punk Problemi und stand künstlerisch der Punk-Bewegung nahe. In seinen Büchern stellte er die Sexualität ins Zentrum seiner Philosophie. So veröffentlichte er 1985 mit Lepe Kartažanke (Schöne Karthagerinnen) einen sado-masochistischen Roman. Weitere Texte zu diesem Thema erschienen in den Zeitschriften Mladina, Nova revija und Podmornica. Auf Einladung von Dejan Knez trat er 1987 der Neuen Slowenischen Kunst bei, wo er zur Abteilung für reine und praktische Philosophie gehört, aber auch bei anderen Abteilungen (Novi kolektivizm, Irwin oder Noordnung) mitarbeitet. Zusammen mit Iztok Turk und Dejan Knez bildete er die Band 300 000 Verschiedene Krawalle und veröffentlichte mehrere Alben, darunter 1994 das berüchtigte Album Peter-Paracelsus, dem die Begründung des Genres »Satanischer Techno« zugeschrieben wird. Mlakar gab mehrere philosophische Werke heraus, seine Reden an die deutsche Nation (1993) und der Band Genießen und Nichts (2010) erschienen in deutscher Übersetzung beim Wiener Verlag Turia + Kant. Als Philosoph beschäftigt er sich mit klassischer Philosophie und ihren Anomalien, der Frage nach Gott in Verbindung mit einer szientifischen, technologisierten und kybernetischen Welt, mit Sexualität in Relation mit dem Absoluten und dem Begriff des Bösen, mit apophatischer Theologie und dem deutschen Idealismus, mit Phänomenologie und Psychoanalyse sowie Meontologie und Logik. Mit Beiträgen war er an Publikationen zur Neuen Slowenischen Kunst beteiligt, wie zum Beispiel Neue Slowenische Kunst (Los Angeles, Zagreb, 1991) und NSK, From Kapital to Capital (Ljubljana, 2015). 2003 veröffentlichte er zusammen mit Tine Hribar, Peter Lovšin und Igor Vidmar den Band 25 let punka pod Slovenci (dt. 25 Jahre Punk unter den Slowenen) über Punk in Slowenien.
Mlakar ist für seine extremen Performances bekannt. Sie beinhalten Vorträge, Reden bzw. Textrezitationen, beispielsweise Točka G kot umetniško delo (1998, Der G-Punkt als künstlerische Arbeit), in der er einen Plan vorstellt, mithilfe von Nanotechnologie erogene Elemente in die Vagina zu implantieren; in Logika triade mučenja (2001, Die Logik der Triade der Folter) penetrierte er u. a. mittels einer Bohrmaschinenattrappe eine Vulva. Im Text V postelji s Sharon Stone (Im Bett mit Sharon Stone) beschreibt er einen kybernetischen Geschlechtsakt.
2019 veröffentlichte Mlakar sein neuestes Album mit dem Titel PeterParadox. Er tritt bis heute mit der Gruppe Laibach auf.

## Werke

### Bücher
- Lepe Kartažanke (Ljubljana, 1985)
- Spisi o nadnaravnem (Ljubljana, 1992)
- Skrivnosti srca (Ljubljana, 1995)
- Uvod v Boga (Ljubljana, 1997)
- Mera in čut (Ljubljana, 1998)
- Hribi in doline (Ljubljana, 1999)
- Gorska roža (Ljubljana, 2005)
- Omračitev uma (Ljubljana, 2007)
- Vojna (Ljubljana, 2011)
- Mišljenje, ki to ni (Ljubljana, 2014)
- Nad ‒ Nekatere vsebine iz meontologije, apofatične teologije in absolutnega idealizma (Ljubljana, 2017)

### Übersetzungen ins Deutsche
- Geniessen und Nichts (Wien: Turia + Kant 2008, übersetzt von Aleksander Studen-Kirchner)
- Reden an die deutsche Nation (Wien: Turia + Kant 2013, übersetzt von Miriam Jeglič-Bitenc und Alfred Leskovec)
- Festung der Metaphysik. Die Transgression und das Jenseits (Wien: Passagen Verlag 2023, übersetzt von Vladimir Adamček, Miriam Jeglič-Bitenc, Alfred Leskovec, Aleksander Studen-Kirchner, Uwe Schütte, Ksenija Vidic)

### Herausgeberschaft
- Punk je bil prej. 25 let punka pod Slovenci (zusammen mit Tine Hribar, Peter Lovšin, Igor Vidmar, Ljubljana, 2003)

### Dramatik
- Odilo (Ljubljana, 2019)

### Musik
- Peter-Paracelsus (1994)
- PeterParadox (Ljubljana, 2019)